# قشلاق دولت حاج خان احمد
قشلاق دولت حاج خان احمد یک منطقهٔ مسکونی در ایران است که در بخش اسلام‌آباد واقع شده‌است.